# Euplexia obsoleta
Euplexia obsoleta är en fjärilsart som beskrevs av Barend J. Lempke 1942. Euplexia obsoleta ingår i släktet Euplexia och familjen nattflyn. Inga underarter finns listade i Catalogue of Life.